# Osphryon woodlarkensis
Osphryon woodlarkensis là một loài bọ cánh cứng trong họ Cerambycidae.